# Цезанєвці
Цезанєвці (словен. Cezanjevci) — поселення в общині Лютомер, Помурський регіон, Словенія. Висота над рівнем моря: 183,4 м.